# Vacuactivus
Vacuactivus — міжнародна компанія з виробництва і продажу кріотерапевтичних камер та обладнання для фітнес-реабілітації, заснована у 2000 році. Входить у трійку найбільших виробників кріокамер та кріообладнання у світі.
Штаб-квартира розташована в Лос-Анджелесі, Каліфорнія. Відділи заводів розташовані в Дніпрі, Україна та Слупську, Польща.

## Діяльність
Vacuactivus почала свою діяльність у 2010 році. У 2013 компанія відкрила відділ з продажів у США під керівництвом Slim Wellness Studio LLC.
Vacuactivus є торговою маркою, зареєстрованою у Відомстві з патентів та товарних знаків США (USPTO).
Vacuactivus виробляє обладнання для медичних та реабілітаційних центрів, тренажерних залів, студій кріотерапії та оздоровчих закладів. Основним продуктом є інноваційне обладнання для кріогенних процедур та схуднення (камери кріотерапії, вакуумні інфрачервоні бігові доріжки).
Продукція компанії розповсюджується у 50 країнах світу.
Vacuactivus розробила технологію використання низькотемпературних газів для зцілення, збереження та продовження здоров’я тіла людини та навколишнього середовища.

## Структура
Штаб-квартира компанії розташована у Лос-Анджелесі, Каліфорнія, США.
Основні фабричні склади знаходяться у Гардені (Каліфорнія), Ньюарці (Нью-Джерсі), Слупську та Перемишлі (Польща), Дніпрі (Україна).